# つみきのいえ
『つみきのいえ』（仏題：La maison en petits cubes）は、2008年に発表された加藤久仁生監督による日本の短編アニメーション映画である。水に沈みゆく街にある積木を積み上げたかのような家で暮らす老人を通して、人生というものを象徴的に描く。
アカデミー短編アニメ賞を受賞した初の日本映画である。

## 概要
本作品は、加藤が描いた「幾重にも積み上げられた家」の絵を、脚本を務める平田に見せた事が製作のきっかけとなっている。世界観の面白さに興味を抱いた平田がストーリーラインを書き上げ、それに沿う形で制作が進められていった。
加藤は脚本家の平田研也より、地球温暖化が問題になっているのだからそれもアピールすべきというアドバイスを受けたが、加藤は、どんな過酷な環境にあっても、人は生きていかねばならない、という自らのイメージを貫いた。
加藤は主人公である老人の生活を淡々と描くことで、人生というものを象徴的に表現しようと思ったと語っており、見た人たちが人生の中で大切にしているものや過ぎ去ってしまったものに対してどのような姿勢をとるのか考えるきっかけになる作品にしたかったという。老人の生活を淡々と描く、ということに重点を置いたため、背景的には表現しきれていない部分も多かったと振り返っているものの、老人の今までに積み重ねてきた人生が感じられるよう絵のタッチには陰影を強く出していたり、鉛筆の質感を生かすように回想のシーンが心情を表すように色合いに変化をつけるなどの様々なこだわりも見受けられる。
本作品はセリフが無く、映像とBGMのみによってストーリーは進んでいくが、日本語版では女優の長澤まさみがナレーションを務めている。

## あらすじ
海面が上昇したことで水没しつつある街に一人残り、まるで「積木」を積んだかのような家に暮らしている老人がいた。彼は海面が上昇するたびに、上へ上へと家を建て増しすることで難をしのぎつつも穏やかに暮らしていた。ある日、彼はお気に入りのパイプを海中へと落としてしまう。パイプを拾うために彼はダイビングスーツを着込んで海の中へと潜っていくが、その内に彼はかつて共に暮らしていた家族との思い出を回想していく。

## スタッフ
- 監督・アニメーション：加藤久仁生
- 脚本：平田研也
- 原画、動画：オープロダクション
- プロデューサー：日下部雅謹、秦祐子
- 音楽：近藤研二（栗コーダーカルテット）

## キャスト
- ナレーション：長澤まさみ

## 評価

### 受賞歴
- 第81回アカデミー賞 短編アニメ賞[2][6][7]
- アヌシー国際アニメーション映画祭 アヌシー・クリスタル賞（最高賞）、こども審査員賞[6][8]
- 第12回広島国際アニメーションフェスティバル ヒロシマ賞、観客賞[9]
- 第12回文化庁メディア芸術祭アニメーション部門大賞[6][10][11]
  - この他にも、国内外10の映画祭で14の賞を受賞している。

## 関連作品・メディア

### 書籍
- つみきのいえ（白泉社、2008年10月16日、ISBN 978-4-59-276131-0）
アニメ本編を基に、監督の加藤と脚本の平田がリメイク・書き下ろしした絵本。

### DVD
- pieces of love Vol.1　つみきのいえ
ロボットと若手クリエイターのコラボレーションによって生み出されたショートストーリーシリーズ『pieces of love』の第一弾として、2008年10月24日に発売された。ナレーション有りバージョンとナレーション無しバージョンの二つのバージョンを収録しており、封入特典としてポストカード集がある。発売元はロボット、販売元は東宝。

### VOD（ビデオ・オン・デマンド）
- au
2009年3月5日より、KDDIが運営するLISMO Video Store、au BOX、ひかりone TVサービス、MOVIE SPLASH VODにて配信。視聴料金は、525円。
- ドコモ
2009年3月5日より、バンダイネットワークスが提供するiズーキーパーにて配信。視聴料金は、525円。
- みんなのシアターWii
2009年6月1日より、富士ソフト発売のWii向けソフト（Wiiウェア）、みんなのシアターWiiにて配信（2011年10月31日サービス終了）。視聴料金は、2日間300Wiiポイントから。あわせて、公式サイトおよび、みんなのシアターWii内にて予告動画を配信。
- ビデックスJP
2009年7月1日より、ダウンロード型レンタルショップ「ビデックスJP」にて、ハイビジョン版を配信。ハイビジョン版 価格は、7日間420円。スタンダード版は、315円。